# 舍瑙
舍瑙（德語：Schönau，發音：[ˈʃøːnaʊ] ⓘ）是德国巴登-符腾堡州卡尔斯鲁厄行政区莱茵-内卡县的城市，面积22.49平方千米，2023年12月31日人口为4,376人。